# Flanders Expo

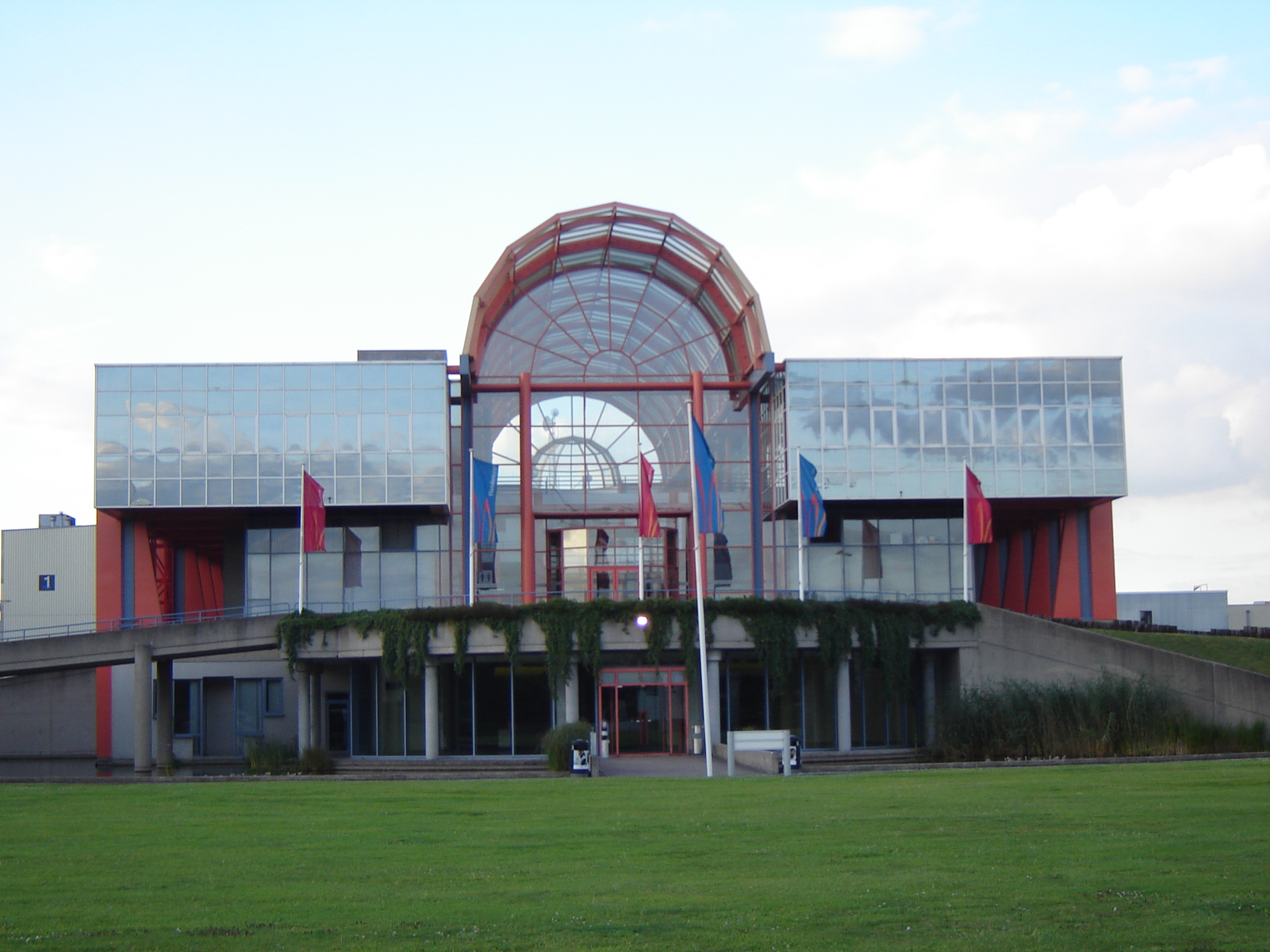
Die Flanders Expo in Gent

Die Flanders Expo ist eine multifunktionale Veranstaltungshalle in Gent, die aus acht unterschiedlich großen Hallen besteht. Der gesamte Komplex umfasst eine Fläche von 54.000 m² und bietet bis zu 100.000 Besuchern Platz. Er wurde im Mai 1987 eröffnet, Baubeginn war 1985.

## Nutzung
Die Flanders Expo, die zweitgrößte Halle Belgiens und größte in Flandern, wird für zahlreiche Veranstaltungen genutzt, dabei hauptsächlich für Messen und Konzerte. Auch Großveranstaltungen wie etwa die I Love Techno finden regelmäßig in der Flanders Expo statt.
Sie wird außerdem für Sportveranstaltungen benutzt. 1988 fand das Finale des Europapokals der Landesmeister im Basketball statt, 2015 wurde das Endspiel des Davis Cups in der Anlage ausgetragen.